# Pardomuan I (Babul Makmur)
Pardomuan I is een bestuurslaag in het regentschap Aceh Tenggara van de provincie Atjeh, Indonesië. Pardomuan I telt 362 inwoners (volkstelling 2010).